# Itsuka Kono Koi o Omoidashite Kitto Naite Shimau
Itsuka Kono Koi o Omoidashite Kitto Naite Shimau (いつかこの恋を思い出してきっと泣いてしまう lit. Algún día recuerdo este amor y seguramente lloraré?) es una serie de televisión japonesa emitida por Fuji Television desde el 18 de enero hasta el 21 de marzo de 2016, protagonizada por Kasumi Arimura y Kengo Kōra.

## Sinopsis
La serie sigue la historia de amor, amistad y crecimiento de seis hombres y mujeres jóvenes que se mudan del campo a la gran ciudad de Tokio, cada uno con sus propios sueños y aspiraciones. Entre ellos se encuentra Sugihara Oto y Soda Ren. Después de que su madre muriera, Oto fue criada por padres adoptivos en Hokkaido. Aunque ha renunciado a tener grandes esperanzas o grandes sueños para su futuro, ella sigue siendo positiva y enfrenta la vida con una actitud optimista. Un día, ella descubre el hecho de que sus padres adoptivos planean casarla con el hombre rico de la ciudad para resolver su deuda financiera. Soda Ren fue criado por su abuelo en Fukushima. Ren trabaja duro en un trabajo tras otro para ganar el dinero y volver a comprar las tierras de su abuelo para que puedan comenzar a cultivar nuevamente. Por casualidad, Oto y Ren se encuentran en Hokkaido y deciden mudarse a Tokio para encontrar una nueva vida para cambiar su destino y su futuro. Sin embargo, tan pronto como llegan a Tokio, se separan en las multitudes.

## Reparto
- Kasumi Arimura como Oto Sugihara.
- Kengo Kōra como Ren Soda.
- Mitsuki Takahata como Kihoko Hinata.
- Takahiro Nishijima (AAA) como Asahi Ibuki.
- Aoi Morikawa como Konatsu Ichimura.
- Kentaro Sakaguchi como Haruta Nakajo.